# Adrien Guignet

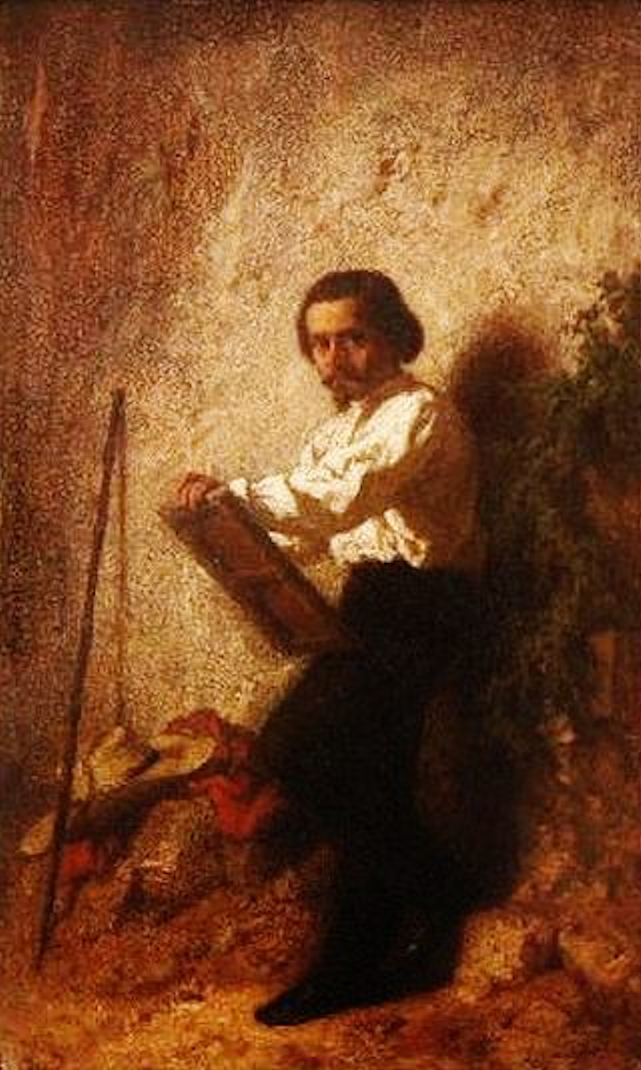
Autorretrato, 1846. Óleo sobre tabla. Autun, musée Rolin.

Jean-Adrien Guignet (Annecy, 21 de enero de 1816-París, 19 de mayo de 1854) fue un pintor francés, vinculado a la corriente orientalista.

## Biografía
Crecido en la ciudad de Autun, de donde era su madre, varios paisajes y monumentos de la zona inspiraron al pintor para sus obras. De 1832 a 1839 estudió pintura en el taller de Merry-Joseph Blondel y ya en 1840 se presentó en el Salón de París con varias obras, entre ellas algunas de sabor oriental y ambiente egipcio sobre motivos bíblicos por las que es principalmente recordado, como Moisés expuesto en las aguas del Nilo, Agar en el desierto o José explica los sueños de sus hermanos.

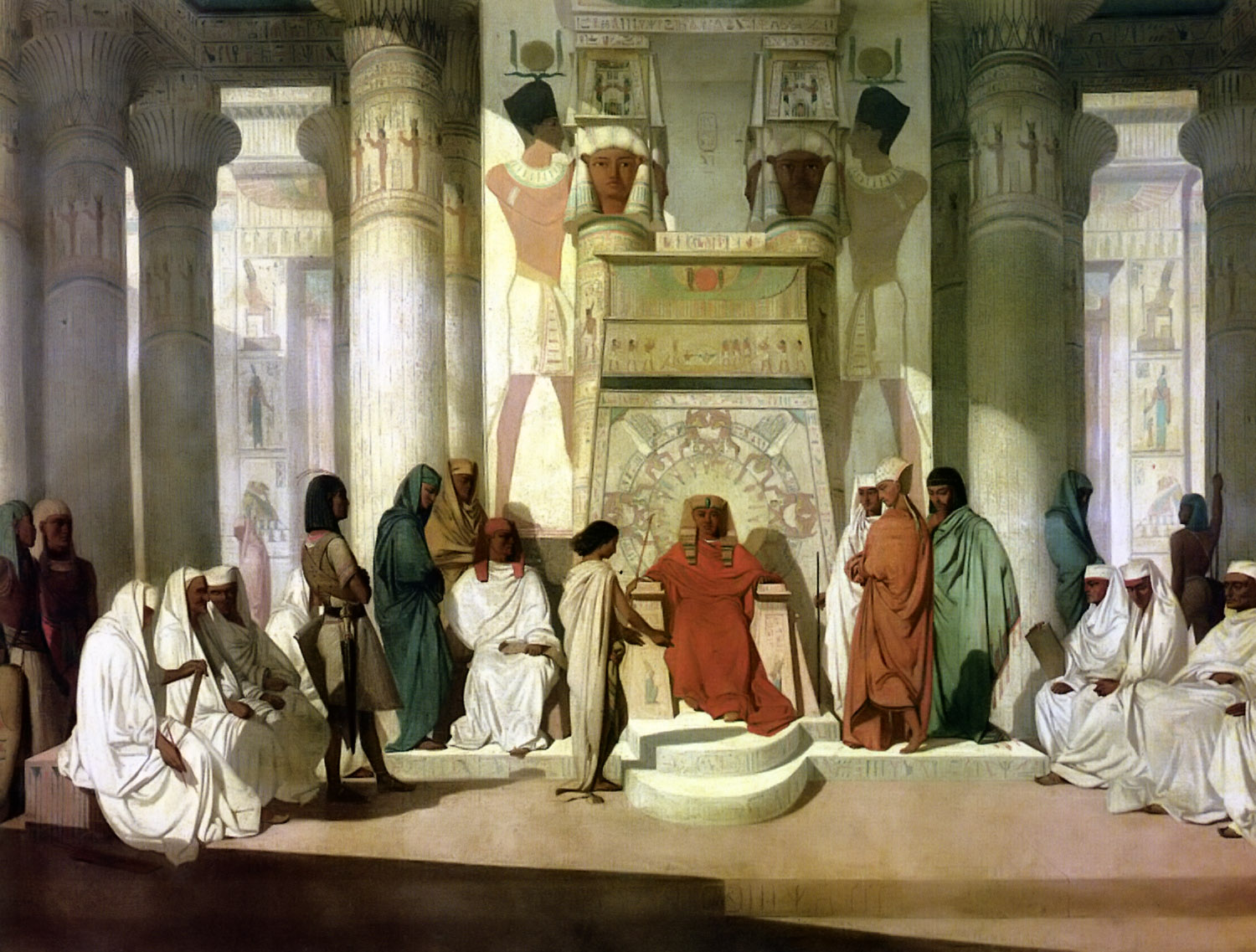
José explica los sueños del Faraón, 1845. Óleo sobre lienzo, 130 x 199 cm, Ruan, musée des beaux-arts.

Al Salón de 1841 concurrió con otra obra de tema egipcio, Cambises y Psamético, en la que representó el episodio de la cautividad de Psamético III tras la toma de Menfis por el rey persa Cambises II, quien hizo pasar ante él a su propia hija llevando un cántaro, como signo de esclavitud. Adquirido en el salón por Luis Felipe de Orleans, se expone actualmente en el Museo del Louvre. Siguió exponiendo con asiduidad en los salones de los años inmediatos, con obras como un Episodio de la retirada de los diez mil, presentado en 1843 y propiedad también del museo del Louvre, o José explicando los sueños de Faraón, una de sus obras más populares, presentada en 1845 y propiedad del Museo de Bellas Artes de Ruan. Tras el salón de 1848, el último al que acudió, en el que presentó varios paisajes, una Huida a Egipto y un óleo con el tema de Don Quijote haciendo locuras, el duque de Luynes le encargó la decoración del salón comedor de su castillo de Dampierre, tarea en la que estuvo ocupado los últimos seis años de su vida y dejó inacabada a su muerte.
Como pintor, siempre le caracterizó la pasión por los paisajes exóticos y misteriosos reflejados sus obras. Su hermano menor, Jean-Baptiste Guignet, fue pintor especializado en retratos.